# Nymphon villosum
Nymphon villosum is een zeespin uit de familie Nymphonidae. De soort behoort tot het geslacht Nymphon. Nymphon villosum werd in 1907 voor het eerst wetenschappelijk beschreven door Hodgson. 